# Camponotus pellarius
Camponotus pellarius é uma espécie de inseto do gênero Camponotus, pertencente à família Formicidae.